# Pieter Prinsloo
Daniel Pieter Prinsloo (Pretoria, 7 gennaio 1992) è un cestista sudafricano.

## Carriera
Con il Sudafrica ha disputato i Campionati africani del 2017.